# I Fluppys
I Fluppys (Fluppy Dogs) è uno speciale televisivo d'animazione diretto da Fred Wolf e andato in onda il Giorno del ringraziamento del 1986 sulla ABC. Avrebbe dovuto essere l'episodio pilota della terza serie televisiva della Walt Disney Television Animation, ma la serie fu cancellata a causa dei bassi ascolti dello speciale (che fu il programma della ABC meno visto della settimana). L'animazione dello speciale fu realizzata dalla TMS Entertainment.

## Trama
I Fluppys sono degli esseri simili a dei cani barboncini dal pelo colorato, ma contrariamente a questi ultimi, si dimostrano più evoluti, perché possiedono un linguaggio umano, camminano su due zampe, indossano vestiti e afferrano oggetti con le zampe anteriori (unica caratteristica canina è l'olfatto). Possiedono inoltre una chiave magica, che consente loro di materializzare delle porte per accedere a dimensioni parallele al loro mondo ed è proprio grazie a quest'ultima che riescono ad arrivare sul Pianeta Terra, dove creano involontariamente lo scompiglio in un supermercato.
Vengono notati dal signor Wagstaff, un ricco collezionista di animali vivi, esotici e rari, che intende catturarli per aggiungerli alla sua collezione, ma nel tentativo di sfuggire a questo individuo, si ritrovano rinchiusi nel canile comunale, dove vengono trattati ingiustamente come dei comuni cani quadrupedi. Stanley, l'azzurro leader del gruppo, viene acquistato da una signora, che vuole fare un regalo di compleanno a suo figlio dodicenne di nome Jamie e quando il Fluppy si ritrova a casa del ragazzino, egli creduto un cane comune, viene messo al guinzaglio e portato a fare una passeggiata, durante la quale il suo padroncino dà evidenti segni d'insoddisfazione, perché si sarebbe aspettato un cane grande come quelli della polizia e temeva di essere deriso dai suoi amici. Stanley riesce a fuggire sfilandosi il guinzaglio e così Jamie, per inseguirlo, si mette nei guai finendo in un cantiere edile, così il Fluppy nel salvarlo dal pericolo, finisce per rivelargli il suo segreto, spiegando che bisogna aiutare gli altri suoi compagni a uscire dal canile per ritrovare al più presto la porta che li avrebbe condotti al loro mondo, anche perché la chiave magica si stava indebolendo sempre di più, con il rischio di un mancato funzionamento definitivo.
Jamie, che si dimostra disposto ad aiutare Stanley e gli altri Fluppys, riesce a liberare Tippi acquistandola con i soldi ricevuti per la festa di compleanno, ma riceve una lavata di capo dalla madre, che non poteva permettersi di "tenere due cani" e in alternativa gli propone di regalarla a Claire, una ragazza sua vicina di casa (presumibilmente di qualche anno più grande di lui visto che guidava l'automobile) di cui il ragazzino è segretamente invaghito, ma per ovvii motivi non ricambiato perché visto da lei come un "piccoletto". Di notte, quando Jamie nel sonno gratta casualmente il capo a Stanley, scopre che grazie a questo gesto, si poteva far volare il letto su cui stavano dormendo i due, quindi sfruttando questo potere, riescono a liberare Tippi e i compagni, rivelando anche a Claire l'esistenza dei Fluppys e facendosi promettere di non raccontare niente a nessuno di questa storia. 
Ne seguono varie avventure, imprese da parte di Jamie nel tenere segreto il fatto alla madre e aperture di porte sbagliate, in particolare di una porta sotterranea in un tombino, che farà uscire dell'acqua e di un'altra in cantina di Jamie grazie alla quale arriverà un falompo, vale a dire un essere simile a un ippopotamo ghiotto di fiori, che si aggiungerà al gruppo di questi personaggi, con l'unico problema della sua mole e del suo cervello animale e non umano come quello dei protagonisti, motivo per cui metterà il salotto sottosopra. Dopo una dura lotta contro il signor Wagstaff, che era riuscito a catturare questi animali, i Fluppys riescono a trovare la porta che li conduce verso il loro mondo nativo, lasciando un grande vuoto a Jamie e Claire, che però verrà subito ricolmato quando si scoprirà che Stanley e i suoi amici hanno avuto il permesso di andare a trovare i due ragazzi durante l'inverno, portandosi appresso tramite la porta magica anche altri loro simili, in cerca di nuove emozionanti avventure sulla Terra.

## Personaggi e doppiatori
| Personaggio    | Doppiatore originale | Doppiatore italiano |
| -------------- | -------------------- | ------------------- |
| Stanley        | Marshall Efron       | Carlo Reali         |
| Jamie Bingham  | Carl Steven          | Daniele Carnini     |
| Sig.ra Bingham | Cloyce Morrow        | Roberta Paladini    |
| Dink           | Hal Smith            | Fabrizio Vidale     |
| Sig. Hamish    | Hal Smith            | Massimo Corvo       |
| Ozzie          | Lorenzo Music        | Massimo Rinaldi     |
| Claire         | Jessica Pennington   | Loredana Nicosia    |
| J. J. Wagstaff | Michael Rye          | Mario Bardella      |
| Tippi          | Susan Blu            | Antonella Rinaldi   |
| Bink           | Susan Blu            |                     |